# Kozani FC
El Kozani FC es un club de fútbol de Kozani, Grecia. Fue fundado en 1964 al producirse la fusión entre Makedonikos y Olympiakos Kozanis. Juega sus partidos como local en el Kozani Stadium. Juega en la Gamma Ethniki.

## Palmarés
- Third Division (2): 2021–22, 2022-23
- Fourth Division (6): 1980–81, 1994–95, 1996–97, 2003–04, 2008–09, 2012–13
- Kozani FCA Championship (1): 2019–20
- Greek Football Amateur Cup (1): 1992-93
- Kozani FCA Cup (5): 1992–93, 1994–95, 2007–08, 2012-13, 2022-23
- Kozani FCA Super Cup (1): 2020